# Cantón Lomas de Sargentillo
Lomas de Sargentillo es un cantón de la provincia del Guayas, en la República del Ecuador. Su cabecera cantonal es Lomas de Sargentillo. Está ubicado en la parte central de la provincia.

## Geografía
El territorio que ocupa el cantón Lomas de Sargentillo se extiende sobre un área de 533 km². Limita al norte con el cantón Santa Lucía; al sur con los cantones Nobol, Isidro Ayora y Guayaquil; al este con los cantones Daule y Nobol, y al oeste con el cantón Isidro Ayora. Su población es de 18.400 habitantes.

### Límites
Al norte: Del punto N.º 1: ubicado en el cruce del estero loco con el camino que une los recintos cascajal con sartenejal; de este cruce, el camino indicado en dirección a Sartenejal, hasta el cruce con el estero indicado en dirección a Sartenejal, hasta el cruce con estero grande en el punto N.º 2; de dicho cruce, el cursor de estero grande, Aguas abajo, hasta su afluencia en estero Loco en el punto N.º 3; de esta afluencia, el curso del estero loco, aguas, en una distancia aproximada de 300 m hasta la bocatoma del canal de riego que pasa al este del recinto Estero loco, en el punto N.º 4;
Al este: del punto N.º 4; el curso del canal de riego, aguas abajo, hasta el cruce con el carretero de ingreso al recinto las Chacras en el punto Nº 5, de este cruce, el carretero indicado, en dirección al recinto las chacras, hasta empalmar con la vía que une al recinto las Cañas con las cabecera parroquial Piedrahíta (Nobol), en el punto Nº 6, de dicho empalme una alineación al sur – este hasta el punto Nº 7; en donde el carretero Puerto Real – Rio perdido Nº 2 es tangente al curso de río magro, de este punto el curso del río magro, aguas abajo hasta el empalme del camino que une e recinto puerto los F1 ojos con el recinto escoberia en el punto Nº 8; de dicho empalme el camino señalado, en dirección al recinto escoberia hasta empalmar la vía Lomas De Sargentillo – Piedrahíta (Nobol) en el Punto Nº 9; de este empalme, el carretero indicado a una distancia aproximada de 10 m, en dirección a lomas de Sargentillo, Hasta el empalme del sendero que conduce al lago Cimarrón en el punto Nº 10;de dicho empalme, el sendero indicado, en dirección al lago cimarrón hasta empalmar el carretero que conduce a lomas de sargentillo en el punto Nº 11; de este empalme, una alineación al sur - oeste hasta la confluencia de los esteros: Pedernal y Hueso formadores de ríos Bijagual en el punto Nº 12; de esta confluencia, una alineación sur – este hasta alcanzar, la cima de lomas sin nombre de cota 75 m, ubicada en la cordillera del paco en el punto Nº 13; de esta cima, continua en dirección sur - oeste por la línea de cubre de la cordillera del paco, que separa las cuenca hidrográficas del río paco al oeste y estero chaco al este y que pasa por la lema dos cerros de cota 65 m, y 250 m; lomas sin nombre de cota 233 m, y 345 m; nacientes de los esteros el torito y del achiote, lomas sin nombre de cota 345 m, 189 m, 228 m, y 225 m naciente de los esteros. Guaraguau, las minas, de la artillería y tributario formadores de río paco, hasta la unión con la cordillera las masas en el punto Nº 14.
Al sur: del punto Nº14 continua en dirección por el occidental por el ramal orográfico de la cordillera las masas, que separa las cuencas hidrográficas de las nacientes y tributario de río sin nombre de cota, 403 m, 415 m, y 345 m. Por la naciente y formadores de los ríos Guaraguau y piedra (a fuentes del río paco) estero el papayo, ríos aguas negras Oysen y Beden, hasta la naciente del estero el arenoso, en el punto Nº 15; y,
Al oeste: del punto N 15; el curso del estero el arenoso, agua abajo hasta su afluencia en el río bachillero en el punió Nº 16; de dicha afluencia, el curso del río bachillero, agua abajo, hasta el cruce con el camino que conduce al recito las piedras en el punto Nº17; de dicho cruce de una alineación al nort – oeste hasta las nacientes del estero el Grita en el punto Nº 18; de esta naciente el curso del estero el grita, agua abajo, hasta su afluencia en el estero del limón en el punto Nº 19; de esta afluencia en curso del último estero señalado, agua abajo hasta su afluencia en el río bachillero en el punto Nº 20; de dicha afluencia, el curso del río bachillero agua abajo, hasta la afluencia del estero hondo, en el punto Nº 21; de dicha afluencia el curso de estero hondo, agua, hasta el cruce hasta el sendero que conecta el recinto la chonta, con el camino de verano carrizal – Zamora nuevo, en el punto Nº 22 de este cruce el sendere señalado, en dirección al camino carrizal – Zamora nuevo, hasta empalmar con este camino, en el punto Nº 23; de dicho empalmar, el camino señalado en dirección al recinto Zamora nuevo hasta empalmar con e camino que conduce al recinto rosa de oro hasta empalmar son el sendero que conduce a la Ciénega cabo de lampa, en el punto Nº 25; de este empalme una alineación al norte – este hasta el empalme del sendero que va a Zamora casa de teja en el camino de verano pueblo nuevo – Zamora nuevo, en el punto Nº 26; de dicho empalme una alineación al nort - este hasta el empalme del camino Zamora casa de teja – pueblo nuevo con el sendero que conduce al estero loco en el punto Nº 27; de este empalme, el meridiano geográfico al norte hasta interceptar el curso d estero loco en el punto N.º 28; de esta intersección, el curso del último estero señalado, agua arriba, hasta el cruce con el camino que une los recintos cascajal con sartenejal en el punto N.º 1.

## Historia del nombre
El nombre Lomas de sargentillo data del año 1894. Según los hijos más antiguos de esta localidad, quienes cuentan que en ese año paso por estos lugares el general Eloy Alfaro cuando luchaba por implantar su doctrina liberal. En aquel año quedó en el pueblo un sargento voluntario de su tropa muy enfermo, más tarde mejoró su salud y se casó con una simpática mujer lugareña procreando un hijo al que cariñosamente le apodaron sargentillo.
Con el transcurso del tiempo este lugar fue bautizado por propios y extraños como “Lomas de Sargentillo” cuando se referían al mismo honor del hijo del sargento del general Eloy Alfaro y porque las tierras son altas.
La historia también recuerda que en 1913 el coronel Carlos Concha se levantó en armas en contra del gobierno del general Leonidas Plaza sopretexto de esta misma finalidad grupos indeseables formaron filas para el patrocinio del pillaje y barbarie. Dichos grupos se denominaron “Montoneras” y formaron su guardia en las montañas de paco y por las noches salían al entonces caserío de la Lomas de Sargentillo a robar y saquear hasta que encontraron resistencia en el batallón del lugar.
Es de destacar que los autores o creadores tanto de la bandera como del escudo de Lomas de Sargentillo fueron el Prof. Arturo Navas y la Profa. Eugenia Carvajal Ruiz Díaz; pero el actual escudo del cantón difiere un poco del escudo cuando Lomas de Sargentillo era parroquia, en algunas modificaciones realizadas previa consulta a la Sra. Profa. Eugenia Carvajal Ruiz Díaz y al Prof. Arq. Isaac González Holguín.
Tiene una extensión de 66,50 km² que corresponden a 6650 hectáreas 431 ha de zona rural y está ubicado en el centro de la provincia del Guayas. Sus límites generales son: Al norte con el cantón Santa Lucía, al sur con el cantón Guayaquil, al este con los cantones Daule y Vicente Piedrahíta y al oeste con el cantón Isidro Ayora.
Lomas de Sargentillo se convirtió en una de la parroquias más activas del cantón Daule, dándole la mayor cantidad de ingresos económicos a dicho cantón, pero sus autoridades municipales de los últimos años muy poco se preocuparon en atender las necesidades de esta parroquia, lo que fue motivo para que surja descontento de pertenecer a Daule.
Este descontento hizo que se conformara un comité Pro-Cantonización el 28 de noviembre de 1990, el mismo que presidió el Sr. Juan Molina Pinela y lo integraban además los señores: Rigail Espinoza N., Ing. Elvis Espinoza Espinoza, Verísimo Gonzáles Terán, Abg. Otto González Peláez, Jacinto Navarrete Solórzano, Prof. Vicente Gamboa Peñaherrera, Arq. Isaac González Holguín, José Torres Ubilla, Profa. Manuela Zambrano de González, Amable Villafuerte, Isaac Tutivén M., Egdo. Jorge Robinson Wong, Pedro Espinoza Espinoza, Vicente Cisneros y otros con asesoramiento del Lcdo. Eladio Macías, oriundo de Palestina, quién guió a este comité en todos los pasos y actividades a seguir.
Después de llenar una serie de requisitos tanto en el Concejo Cantonal de Daule, como el Consejo Provincial del Guayas, se elaboró una excelente monografía con los datos obtenidos para dichos propósitos, la misma que fue entregada en el Congreso Nacional y en la Comisión de Límites Internos de la República (CELIR) en abril de 1991 para que se dé el trámite correspondiente al proyecto de cantonización.
Luego de la inspección de campo por la (CELIR) en lo que concierne a los límites del nuevo cantón y presentado el informe favorable de la misma Comisión de lo Civil y Penal del Congreso Nacional el Proyecto de Cantonización de Lomas de Sargentillo, tuvo el respaldo de algunos legisladores y muy especialmente de Cecilia Calderón y de Segundo Serrano, quienes presentaron el proyecto al Plenario de las Comisiones Legislativas permanentes del Congreso Nacional, que luego de darle el trámite Legal correspondiente fue elaborado en un primer debate el 9 de junio de 1992 y aprobado en segundo y definitivo debate el 17 de junio de 1992, bajo la Presidencia (E) del Congreso del Sr. Manuel Salgado Tamayo. Posteriormente este decreto legislativo de cantonización pasó al poder Ejecutivo, siendo sancionado con el "Ejecútese" del Sr. Presidente de la República de esa fecha, Dr. Rodrigo Borja Cevallos, el 14 de junio de 1992. Finalmente fue publicado en el Registro Oficial el 22 de julio de 1992. Convirtiéndose en ley de la república.
El Cantón Lomas de Sargentillo tiene como cabecera cantonal a la ciudad de Lomas de Sargentillo, con su parroquia urbana del mismo nombre.

### Parroquia
Todos los pueblos que circundan el universo su principal motivo de orgullo constituye su tradición, su historia y su presente. En la misma forma la progresista y floreciente Lomas de Sargentillo allá su principio del siglo XVII llegaron sus primeros habitantes y como la sequedad de su zona se presentaba eficazmente por ser Lomas seca y polvorienta, tomaron posesión de la zona y formaron los dos primeros Villorios denominado Lomas De Arriba Y Lomas De Abajo. Dedicándose al comercio de atención a la venta de comida a los arrieros y traficantes que viajaban en lomo de bestia hacia la provincia de Manabí.
Con el andar del tiempo se agruparon otros vecinos y formaron un numeroso caserío, siendo los principales de la Comarca Los Morán, Los Ortiz, Los Tomalá. Haciendo de la zona un sitio agrícola y ganadero muy importante. A principio del presente siglo ya era Las Lomas un Recinto muy poblado con muchos más habitantes y comercio que la población de Soledad que era la cabecera parroquial existiendo unas cuarenta casas entre las dos. Les rendían culto en la capilla del lugar a la Virgen del Carmen y san Francisco de Asís, la primera se celebra el 16 de julio y la segunda el 4 de octubre de todos los años.
Descripción
Dada su situación geográfica y por estar en el centro de la zona por donde pasa el trasvase de aguas del Daule a la península de Santa Elena, el cantón puede lograr un gran desarrollo, sobre todo en el aspecto agrícola. Es el cantón más pequeño de la provincia, pero con gran potencial económico, está integrado por la parroquia rural Isidro Ayora, los recintos El Príncipe, Caña Brava, El Mamey, Las Cañas y Las Chacras. En su suelo crecen maderas como el guayacán, cedro, laurel, pechiche, balsa, gradúa y bambú, que no solo abastecen las necesidades de la zona sino que son transportadas a diferentes centros de acopio del país. Como actividad muy particular se cuenta con la industrialización del palo de balsa que es exportado.
Gastronomía
Al igual que el resto de la zona se destacan el arroz con menestra y carne azada, seco de gallina, pollo asado. De la misma manera las paradas turísticas de Humitas asadas y fritada a lo largo de la Av. El Telégrafo.
Turismo
Entre las actividades turísticas que se están desarrollando se destacan las ligadas al agroturismo y las modalidades vinculadas con las naturalezas destacándose las relacionadas con la observación de aves ya que por la zona existen remanentes del bosque tumbesino lo que le da valor agregado a la experiencia por las particularidades del ecosistema.
Fiestas
Entre sus actividades programadas destacan: Fiesta Patronal “Santísima Virgen del Carmen”, esta tradición se celebra cada año el 15 y 16 de julio. Entre las actividades que se realizan están: misa en honor a la Virgen, procesión con orquesta, baile público en la noche, al finalizar la procesión. También se celebra la cantonización el 22 de julio.
Transporte y Acceso
Sus vías de acceso están asfaltadas, las siguientes cooperativas tienen este destino: Pedro Carbo y mi Piedacita, el viaje dura una hora desde el terminal terrestre de Guayaquil.

## Símbolos cívicos

### Bandera
La bandera está considerada por tres franjas horizontales; amarilla, blanca y verde, de superior a inferior en el orden que se indican.
El significado de sus colores es, el amarillo: significa la riqueza de sus tierras, el blanco: simboliza la pureza que hay en los corazones de sus habitantes, el verde: simboliza o representa el verdor de sus plantas y sembríos y la esperanza de un futuro mejor.

### Escudo
El escudo del cantón está constituido por un rectángulo en sentido vertical, terminando en sus partes superiores e inferiores en una artística decoración. El rectángulo está dividido en cuatro cuarteles: en el cuartel superior de la izquierda se ve a un sargento Chapulo que pasea frente a una loma donde hay una vivienda o casa campesina lo cual ha dado origen al nombre Lomas de Sargentillo. En el cuartel superior de la derecha hay unas piladoras y una hamaca que representa la industria y la artesanía del cantón como fuentes de trabajo e ingresos económicos. En el cuartel inferior de la derecha hay dos manos entrelazadas con una antorcha encendida representando la unión que hay entre sus habitantes, la misma que es iluminada por la luz de progreso y bienestar. En el cuartel inferior de la izquierda encontramos un libro abierto, un frasco de tinta y una pluma para escribir, instrumentos de la cultura para todo el pueblo civilizado y sin la cual no es posible alcanzar el progreso deseado; en el libro encontramos grabado el lema de los habitantes de “UNIÓN, CULTURA Y PROGRESO”. El mismo que ha servido para llegar al sitial en que estamos. Completan el escudo dos ramas: una de arroz a la izquierda y la otra de algodón a la derecha, principales productos de este suelo y que simbolizan la fecundidad del mismo. Todo esto está enmarcado por una figura que simboliza la fecundidad del mismo. En la parte externa hay una inscripción que reza: ESCUDO DEL CANTÓN LOMAS DE SARGENTILLO.